# Ansfelden
Ansfelden är en stadskommun i distriktet Linz-Land i förbundslandet Oberösterreich i Österrike. 
Kommunen har 18 251 invånare (2024).
Den består av 12 orter (Ortschaften) (inom parentes invånarantal 1 januari 2024):

- Ansfelden (2 262)
- Audorf (1 179)
- Berg (170)
- Fleckendorf (149)
- Freindorf (2 379)
- Fürhappen (391)
- Grabwinkel (55)
- Haid (8 563)
- Kremsdorf (1 644)
- Moos (182)
- Nettingsdorf (325)
- Rapperswinkel (832)
- Vordermayrberg (51)
- Weißenberg (69)